# Christin Priebst
Christin Priebst (Dresda, 18 settembre 1983) è una pattinatrice di short track tedesca.

## Palmarès

### Europei
- 8 medaglie:
  - 2 ori (staffetta a Sheffield 2007; staffetta a Dresda 2010);
  - 2 argenti (staffetta a Torino 2009; staffetta a Malmö 2013);
  - 4 bronzi (staffetta a Grenoble 2002; staffetta a Zoetermeer 2004; staffetta a Torino 2005; staffetta a Ventspils 2008).